# Lev kapský
Lev kapský (Panthera leo melanochaita) je jedním ze dvou poddruhů lva (Panthera leo). Vyskytuje se v jižní a východní Africe.
Tradičně bylo rozlišováno 11 poddruhů lva, rozsáhlá taxonomická revize z roku 2017 však prokázala existenci pouze dvou. Šest dřívějších poddruhů v jižní a východní Africe je dnes považováno za jediný se jménem lev kapský (Panthera leo melanochaita) a pět dřívějších poddruhů v severní a střední Africe a v Indii je dnes označováno jediným jménem lev berberský (Panthera leo leo).
Šest dříve rozlišovaných poddruhů lva kapského bylo popsáno na základě drobných morfologických znaků, které se vyskytují u místních populací a nemají taxonomickou hodnotu.

## Dříve rozlišované poddruhy

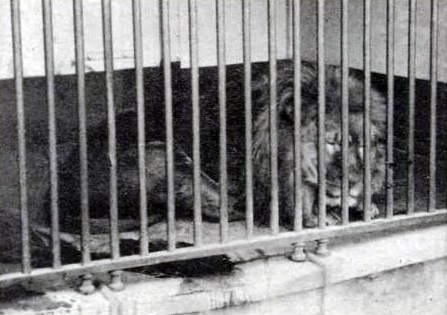
Jediná známá fotografie žijícího kapského lva (Jardin des plantes, Paříž)

### Lev kapský v užším slova smyslu (Panthera leo melanochaitasensu stricto)
Lev kapský v tradičním pojetí obýval do 2. poloviny 19. století náhorní planiny a stepi Kapska a Natalu. Tito lvi byli velkého vzrůstu, největší zastřelený exemplář vážil 272 kg. Samci měli mohutnou tmavou hřívu, která zasahovala přes břicho až po slabiny. Uši měly tmavé okraje. Studie z r. 2024 ukázala, že vymřelá populace těchto lvů nebyla izolovanou linií, ale měla velkou genetickou diverzitu ukazující na genomické propojení na jiné populace z jihu a východu Afriky.

### Lev jihoafrický (Panthera leo krugeri)
Příslušníci této populace jsou vůbec největšími lvy – v roce 1936 byl uloven jedinec, který vážil 313 kg, což je vůbec největší oficiálně potvrzená hmotnost divoce žijícího lva.
V Krugerově národním parku žije v současnosti asi 2 000 jedinců, dále je chován v zoologických zahradách. V Česku lva chová Zoologická zahrada Hodonín a Zoo Dvorec, kde se v květnu roku 2017 podařil odchov paterčat a poté se zde ještě narodila jedna trojčata. Rodiči je v tomto případě pár lvů dovezených do Zoo Dvorec v srpnu 2016 z Polska. Na Slovensku je chovný pár v Zoo Bratislava.
U jihoafrických lvů se vzácně vyskytuje leucismus, což je ztráta kožního pigmentu způsobující výrazně světlé až bílé zbarvení kůže a srsti. Bílí lvi žijí ve volné přírodě zcela výjimečně (2016 – cca 13 jedinců), v zoologických zahradách je jejich výskyt častější (2016 – cca 100 jedinců). V ČR nalezneme bílého lva například v ZOO Tábor.

### Lev jihokonžský (Panthera leo bleyenberghi)
Tato regionální forma lva žije v suchých oblastech Angoly, jižního Konga, západní Zambie a Zimbabwe, v severní Botswaně a Namibii. Její příslušníci dosahují v průměru menší velikosti než další příslušníci poddruhu. Zbarvení srsti je spíše našedlé. Samci mají dobře vyvinutou hřívu, ta však nedosahuje až na břicho. Délka těla a ocasu se u výjimečně vzrostlých samců může blížit až 3 metrům, samice měří výrazně méně. Hmotnost samců se pohybuje okolo 150 kg, samice váží obvykle mírně nad 100 kg (jedinci z Botswany). Někdy se udává, že jedinec ulovený v roce 1973 v Mucussu (jižní Angola) měřil na délku 3,6 metru, což by z něj činilo nejdelšího zaznamenaného lva vůbec. Nicméně žádný seriózní zdroj tento údaj nepřebírá a tudíž ho nelze považovat za věrohodný.
Lva jihokonžského momentálně v ČR chová Zoo Brno, do které se lvi navrátili opět po 14 letech, dále jej chová ZOO Zlín a ZOO Ústí nad Labem.

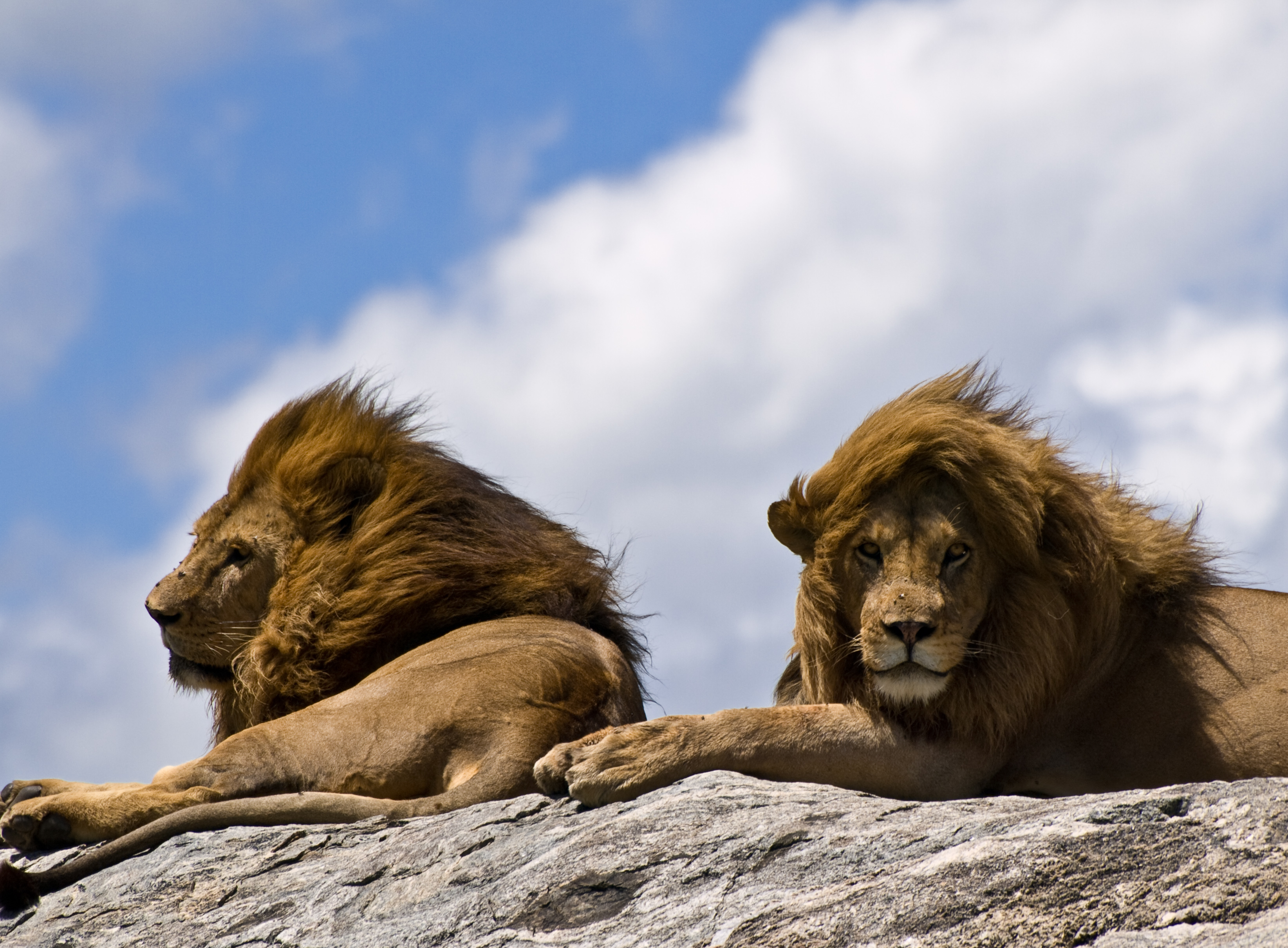
Masajští lvi

### Lev masajský (Panthera leo massaica)
Obývá východní Afriku. Spolu s následujícími dvěma populacemi bývali masajští lvi slučováni do jediného poddruhu lev východoafrický (Panthera leo nubica). U této i následujících dvou populací se barva srsti pohybuje mezi pískově plavou až šedožlutou a pískově okrovou a často se na ní nalézají jemné skvrny i u dospělých lvů a samotná srst vytváří tenčí vrstvu. U některých jedinců chybí celá hříva.

### Panthera leo hollisteri
Jde o další východoafrickou populaci řazenou dříve také spolu s P. l. massaica a P. l. nyanzae do dnes neužívaného poddruhu P. l. nubica. Také typická juvenilními znaky i v dospělosti.

### Panthera leo nyanzae
Populace řazená dříve také spolu s P. l. massaica a P. l. hollisteri do dnes neužívaného poddruhu P. l. nubica. Také typická juvenilními znaky i v dospělosti. Je znám především z Keni.